# Tropidocephala nigrocacuminis
Tropidocephala nigrocacuminis är en insektsart som beskrevs av Frederick Arthur Godfrey Muir 1916. Tropidocephala nigrocacuminis ingår i släktet Tropidocephala och familjen sporrstritar. Inga underarter finns listade i Catalogue of Life.